# Razil
Le Razil est une rivière de 2,3 km, circulant dans le département du Gard.

## Géographie

### Communes traversées
Le Razil arrose les communes de Gallargues-le-Montueux et Aimargues dans le Gard.